# Sen (Einheit)
Das Sen war ein Längenmaß in dem in die heutigen Staatsgebiete von Thailand, Kambodscha und Laos sowie Teilen von Malaysia, Myanmar und Vietnam aufgegangenen alten Königreich Siam.
- 1 Sen = 10 Roua = 20 Wa = 40 Meter[1]
- 4 Sen = 1 Jod
- 100 Sen = 1 Roeneng